# Радевич, Елена Леонидовна
Еле́на Леони́довна Раде́вич (род. 19 июня 1986, Ленинград) — российская актриса театра и кино.

## Биография
Елена Радевич родилась 19 июня 1986 года в городе Ленинграде. В это время её отец обучался в Высшем политическом училище МВД СССР имени 60-летия ВЛКСМ (2-й факультет) в Ленинграде.
Впервые вышла на сцену в возрасте трёх лет, солируя в самодеятельном ансамбле «Ягодка» в городе Мурманске куда в 1988 году вернулась семья. В семь лет поступила в Мурманскую детскую театральную школу. К старшим классам решила стать актрисой. Но до поступления в театральный вуз, по настоянию родителей, окончила местный экономический колледж, учёбу в котором совмещала с работой телеведущей. После окончания колледжа некоторое время работала бухгалтером.
Была обладательницей титула «Мисс Мурманск».
В 2004 году уволилась с работы в Мурманске и поехала в Санкт-Петербург воплощать свою детскую мечту в жизнь. При поступлении в Санкт-Петербургскую государственную академию театрального искусства (СПбГАТИ) провалилась на вступительном экзамене, после чего сначала была вольнослушателем академии на актёрском курсе Семёна Спивака, а через год переведена к нему на второй курс.
В 2009 году, по окончании театральной академии, принята в труппу Санкт-Петербургского государственного молодёжного театра на Фонтанке, где служит по настоящее время.
В 2012 году снялась в эротической сцене в сериале "Полёт бабочки". 
На данный момент, Елена Радевич не замужем.

## Творчество

### Работы в театре

#### Санкт-Петербургский государственный молодёжный театр на Фонтанке
- 2008 — «Дон Кихот», по одноимённой пьесе Михаила Булгакова. Режиссёр: Семён Спивак. — горожанка
- 2008 (по настоящее время) — «Иов», по одноимённому роману Йозефа Рота. Режиссёр-постановщик: Лев Шехтман (США). — Мирьям Зингер, дочь Менделя и Деборы
- 2009 — «Метро», по пьесе Николаса Баера (по сценарию фильма «Инцидент, или Случай в метро», США, 1967 год). Режиссёр: Семён Спивак. — Алиса
- 2009 — «Волшебный полёт над Багдадом», по пьесе-сказке Сергея Барковского и Сергея Егорова. Режиссёр: Сергей Барковский. — принцесса
- 2009 (по настоящее время) — «Жестокие игры», по одноимённой пьесе Алексей Арбузов. Художественный руководитель постановки: Семён Спивак. Режиссёр: Денис Хуснияров. — Неля
- 2009 (по настоящее время) — «Пять вечеров», по одноимённой пьесе Александра Володина. Художественный руководитель постановки: Семён Спивак. Режиссёр: Ирина Зубжицкая. — Катя, подруга Славика
- 2010 — «Стакан воды», по одноимённой пьесе Эжена Скриба. Режиссёр: Михаил Черняк. — Абигайль Черчилль
- 2012 — «Священные чудовища», по одноимённой пьесе Жана Кокто. Режиссёр: Семён Спивак. — комедиантка
- 2012 (по настоящее время) — «Фантазии Фарятьева», по одноимённой пьесе Аллы Соколовой. Режиссёр-постановщик: Владимир Туманов. — Любовь, сестра Александры

### Фильмография
| Год  |    | Название                                                      | Роль                                                                                    |
| ---- | -- | ------------------------------------------------------------- | --------------------------------------------------------------------------------------- |
| 2005 | с  | Фаворский                                                     | эпизод                                                                                  |
| 2005 | с  | Холодильник и другие...                                       | Юлия Валентиновна                                                                       |
| 2006 | с  | Опера 2. Хроники убойного отдела                              | эпизод                                                                                  |
| 2007 | с  | Литейный, 4                                                   | «Мышь»                                                                                  |
| 2008 | с  | Боец 2. Рождение легенды                                      | медицинская сестра                                                                      |
| 2008 | ф  | Бой местного значения                                         | Мария, монахиня                                                                         |
| 2009 | ф  | Буратино                                                      | Мальвина                                                                                |
| 2009 | ф  | Взятки гладки                                                 | Полина, дочь Фелисаты Герасимовны Кукушкиной                                            |
| 2009 | тф | Метро                                                         | Алиса                                                                                   |
| 2009 | с  | Отставник                                                     | Катя, дочь Анны, внучка Сергея Дедова                                                   |
| 2009 | с  | Русский дубль                                                 | Анна Данилова, дочь Сергея                                                              |
| 2009 | ф  | Человек у окна                                                | девушка у театра                                                                        |
| 2010 | с  | Дорожный патруль 4                                            | Аня                                                                                     |
| 2010 | с  | Женские мечты о дальних странах                               | Нина / Проша                                                                            |
| 2010 | с  | Земский доктор                                                | эпизод                                                                                  |
| 2010 | с  | Морские дьяволы 4                                             | Лиза                                                                                    |
| 2010 | с  | Отставник 2                                                   | Катя, дочь Анны, внучка Сергея Дедова                                                   |
| 2010 | с  | Пятая группа крови                                            | Софья, жена Марика                                                                      |
| 2011 | с  | Агент особого назначения 2                                    | Кристина                                                                                |
| 2011 | с  | Любовь и разлука                                              | Анна                                                                                    |
| 2011 | с  | Тайны следствия 9                                             | Анна Голстунская                                                                        |
| 2011 | с  | Отставник 3                                                   | Катя, дочь Анны, внучка Сергея Дедова                                                   |
| 2011 | с  | На край света                                                 | Ирина                                                                                   |
| 2012 | с  | Белая гвардия                                                 | эпизод                                                                                  |
| 2012 | с  | Предатель                                                     | Ольга Баренцева, следователь Следственного комитета                                     |
| 2012 | с  | Наружное наблюдение                                           | Вера, дочь Саныча                                                                       |
| 2012 | с  | Полёт бабочки                                                 | Светлана                                                                                |
| 2013 | с  | Дом с лилиями                                                 | Лилия (в возрасте 16—18 лет)                                                            |
| 2013 | с  | Тихая охота                                                   | Маргарита                                                                               |
| 2013 | с  | Ковбои                                                        | Эгле                                                                                    |
| 2013 | с  | Агент особого назначения                                      | Кристина                                                                                |
| 2013 | с  | Задания особой важности: Операция «Тайфун»                    | Арина Мостовая, радист                                                                  |
| 2013 | с  | Задания особой важности: Операция «Невидимка»                 | Арина Мостовая, радист                                                                  |
| 2013 | с  | Легенда для оперши                                            | Александра Мелихова, сотрудник полиции                                                  |
| 2013 | с  | Морские дьяволы. Смерч 2 (фильм № 1 «Станционный смотритель») | Анна Степанова                                                                          |
| 2014 | с  | Вдовец                                                        | Вера                                                                                    |
| 2014 | с  | Память сердца                                                 | Александра                                                                              |
| 2014 | с  | Алхимик. Эликсир Фауста                                       | Юлия Байкова                                                                            |
| 2015 | ф  | Клетка                                                        | «Кроткая», жена ростовщика                                                              |
| 2015 | ф  | Поделись счастьем своим                                       | Елена, медсестра                                                                        |
| 2015 | с  | Избранница                                                    | Виктория, любовница Дениса                                                              |
| 2015 | с  | Чтобы увидеть радугу, нужно пережить дождь                    | Вера Королёва                                                                           |
| 2016 | с  | 40+, или Геометрия чувств                                     | Вета                                                                                    |
| 2016 | с  | Перчатка Авроры                                               | Эмилия Гернваль, сестра Авроры                                                          |
| 2016 | ф  | Елена Прекрасная                                              | Елена Соколова, бывшая успешная модель и звезда подиума                                 |
| 2017 | с  | Жизнь, по слухам, одна                                        | Илона                                                                                   |
| 2017 | с  | Две жизни                                                     | Анжела, дочь Вадима Сергеевича Хороманского, крупного бизнесмена с криминальным прошлым |
| 2017 | с  | Две жены                                                      | Настя Чижова                                                                            |
| 2017 | с  | Тихие люди                                                    | Елена                                                                                   |
| 2017 | ф  | Яблочко от яблоньки                                           | Галина                                                                                  |
| 2018 | ф  | Парижанка                                                     | Лиза                                                                                    |
| 2019 | с  | Немедленное реагирование                                      | Нина Зуева                                                                              |
| 2020 | с  | Бухта Глубокая                                                | Алина Кравцова, адвокат                                                                 |
| 2023 | с  | Цикады                                                        | Любовь Денисова                                                                         |
| 2024 | с  | Калимба                                                       | Женя, мама Кати                                                                         |

## Признание и награды
- 2009 — приз зрительских симпатий общества «Театрал» (Санкт-Петербург) в номинации «Дебют» — за роль Мирьям в спектакле «Иов» в постановке Льва Шехтмана на сцене Санкт-Петербургского государственного молодёжного театра на Фонтанке[1].
- 2012 — лауреат премии Правительства Санкт-Петербурга «Молодёжная премия Санкт-Петербурга в области художественного творчества» за 2012 год — «за достижения в области сценического творчества»[1][4].